# (8923) Yamakawa
(8923) Yamakawa (1996 WQ1) – planetoida z grupy pasa głównego asteroid okrążająca Słońce w ciągu 3,76 lat w średniej odległości 2,42 au. Odkryta 30 listopada 1996 roku.